# Roseburg, Oregon
Roseburg là một thành phố trong tiểu bang Oregon.6 Nó là quận lỵ của Quận Douglas. Dân số là 20.017 theo Điều tra Dân số Hoa Kỳ năm 2000. Ước tính năm 2006 là 21.050 cư dân.

## Lịch sử
Thành phố được đặt tên của Aaron Rose người đã từng định cư trong nội giới thành phố hiện tại ngày 23 tháng 9 năm 1851. Rose là người Đức gốc Do Thái, sinh năm 1813 tại Quận Ulster, New York. Năm 1851, ông đến Oregon từ Coldwater, Michigan nơi ông đã sống ở đó từ năm 1837. Ngôi nhà của ông tại Roseburg phục vụ như một quán rượu trong nhiều năm, và là quán đầu tiên nằm trên đường lộ trong vùng. Rose mất năm 1899.
Roseburg đầu tiên được biết đến như là Lạch Nai (Deer Creek) vì nó nằm ngay chỗ tiếp giáp của Lạch Nai và Sông South Umpqua. Năm 1854, cư dân trong quận đã chọn Roseburg làm quận lị từ hai thành phố trong đó có thành phố đối thủ là Winchester.
Trạm bưu điện Lạch Nai hay Deer Creek được thiết lập năm 1852, và tên được đổi thành "Roseburgh" năm 1857. Cách đánh vần đổi thành "Roseburg" năm 1894.

## Địa lý
Roseburg nằm ở vị trí 43°13′5″B 123°21′22″T / 43,21806°B 123,35611°TĐã đưa tham số không hợp lệ vào hàm {{#coordinates:}} (43.217964, -123.356047)1. Độ cao của Roseburg là khoảng 500 ft. Roseburg cũng được biết đến vì tốc độ gió rất là chậm.
Roseburg nằm gần nơi tiếp giáp của nhánh Bắc và nhánh Nam của Sông Umpqua. Nó cách Eugene khoảng 67 dặm (108 km) về phía nam trên I-5 và biên giới California khoảng 123 dặm về phía bắc.
Theo Cục Điều tra Dân số Hoa Kỳ, thành phố có tổng diện tích là 24,4 km² (9,4 mi²). 23,9 km² (9,2 mi²) là đất và 0,5 km² (0,2 mi²) hay 2,02% là nước.

## Khí hậu
Nhiệt độ cao trung bình ở đỉnh cao của Roseburg là khoảng 80 (°F) vào đầu tháng 8, và nhiệt độ thấp nhất thường xảy ra vào tháng 12 và tháng giêng trong khoảng 30 độ F. Trong mùa đông, lượng mưa từ 5-6 inch chuyện không khác thường.

## Các cư dân nổi tiếng
- Mike Allred - họa sĩ truyện tranh
- Josh Bidwell - cầu thủ bóng bầu dục chuyên nghiệp
- Marion E. Carl - tướng Thủy quân lục chiến Hoa Kỳ và phi công lừng danh
- David Hume Kennerly - người chụp hình Tổng thống Gerald Ford, đoạt Giải Pulitzer
- John Kitzhaber - cựu thống đốc Oregon, 1995-2003
- Joseph Lane - thống đốc xưa của Oregon, nhà của ông bây giờ là viện bảo tàng ở dưới phố Roseburg
- Shelley Plimpton - cựu minh tinh và mẹ của minh tinh Martha Plimpton
- Troy Polamalu - cầu thủ bóng bầu dục chuyên nghiệp
- Barry Serafin - thông tín viên truyền hình

## Thành phố kết nghĩa
Roseburg có hai thành phố kết nghĩa:
- Shobu, Nhật Bản
- Aranda de Duero, Tây Ban Nha